# Wassili Petrowitsch Wassiljew
Wassili Petrowitsch Wassiljew (russisch Василий Петрович Васильев; * 12. Dezemberjul. / 24. Dezember 1896greg. in Sankt Petersburg, Russisches Kaiserreich; † 19. Oktober 1942 in Woroschilow) war ein sowjetischer Offizier der Roten Armee und zuletzt Generalleutnant.

## Leben
Wassili Petrowitsch Wassiljew trat 1915 in die Kaiserlich Russische Armee ein und nahm am Ersten Weltkrieg teil. Für seine militärischen Verdienste wurde er mit dem Orden des Heiligen Georg ausgezeichnet und zuletzt zum Leutnant befördert. Nach der Oktoberrevolution trat er in die Rote Armee ein und nahm am Russischen Bürgerkrieg (7. November 1917 bis 25. Oktober 1922) teil. In der Folgezeit fand er weitere Verwendungen als Offizier und war Absolvent der Frunse-Akademie. Nachdem er zwischen dem 1. Januar 1931 und dem 2. Februar 1935 Kommandeur der 56. Schützendivision war, fungierte er vom 1. Februar 1935 bis Dezember 1937 als Chef der 1. Abteilung des I. Schützenkorps. Daraufhin war er zwischen dem 1. Dezember 1937 und dem 2. September 1939 Kommandierender Offizier der 24. Schützendivision und wurde als solcher am 14. Juni 1938 zum KomBrig befördert.
Nach seiner Beförderung zum KomDiw am 17. September 1939 war er von September 1939 bis Juni 1940 Kommandeur der Nordgruppe der Streitkräfte. Er wurde am 4. Juni 1940 zum Generalleutnant befördert und fungierte daraufhin zwischen Juni 1940 und dem 19. Juni 1941 als Kommandierender Offizier des Spezialschützenkorps. Am 19. Juni 1941 löste er Generalleutnant Andrei Iwanowitsch Jerjomenko als Kommandeur der 1. Rotbannerarmee ab und nahm mit dieser während des Zweiten Weltkrieges am Deutsch-Sowjetischen Krieg (22. Juni 1941 bis 8. Mai 1945) teil. Er hatte das Kommando bis zu seinem Tode aufgrund einer Krankheit am 19. Oktober 1942 inne, woraufhin Generalleutnant Michail Sergejewitsch Sawwuschkin neuer Kommandeur der 1. Rotbannerarmee wurde. Für seine Verdienste wurde er am 22. Februar 1938 unter anderem mit dem Rotbannerorden und der Jubiläumsmedaille „XX Jahre Rote Arbeiter-und-Bauern-Armee“ ausgezeichnet.

## Hintergrundliteratur
- Великая Отечественная. Командармы. Военный биографический словарь („Der Große Vaterländische Krieg. Armeekommandeure. Militärbiographisches Wörterbuch“), Kuchkovo Pole, 2005,  ISBN 5-86090-113-5, S. 34
- D. J. Solowjew: Все генералы Сталина („Alle Generäle Stalins“),  Moskau 2019, ISBN 978-5-532-1-0644-4